# Petros Panagiōtarakos
Petros Panagiōtarakos (in greco Πέτρος Παναγιωταράκος?; 1943 – 10 febbraio 1999) è stato un cestista greco.

## Carriera
Con la Grecia ha disputato i Campionati europei del 1965.

## Palmarès
- Campionato greco: 6

Panathinaikos: 1960-61, 1961-62, 1966-67, 1968-69, 1970-71, 1971-72